# Cencrea (Argolide)
Cencrea (in greco antico: Κεγκρεαί?, Kenkreái) era una città dell'antica Grecia ubicata in Argolide. 

## Storia
Pausania sostiene che ricevette il nome da Cencrea, figlio di Pirene. Aggiunge che vi erano stati sepolti gli Argivi che sconfissero gli Spartani alla battaglia di Isie nel 669 a.C.
Strabone la situa tra Tegea e Argo.